# 国府町早淵
国府町早淵（こくふちょうはやぶち）は、徳島県徳島市の町名。国府地区に属している。郵便番号は779-3125。

## 地理
徳島市の西部に位置。北・西は国府町東高輪、東は鮎喰川を挟んで名東町二丁目、南は国府町延命、西は国府町中と境を接する。鮎喰川左岸に位置する。標高7.0〜15.0m。
北部は国道192号に沿い都市化が進む。中心集落は古代名方郡条理地割に規定された塊村で、農村的風景が濃く残る。江戸前期より以西用水懸りであった。
水稲作、ホウレンソウ・キャベツなどを中心とした蔬菜園芸、鮎の養殖、養鶏などが盛ん。

## 歴史
1967年（昭和42年）に名東郡国府町が徳島市に編入し、現在の町名となった。

## 世帯数と人口
2022年（令和4年）9月1日現在の世帯数と人口は以下の通りである。
| 町丁       | 世帯数  | 人口    |
| ---------- | ------- | ------- |
| 国府町早淵 | 658世帯 | 1,504人 |

## 小・中学校の学区
市立小・中学校に通う場合、学区は以下の通りとなる。
| 番地 | 小学校             | 中学校             |
| ---- | ------------------ | ------------------ |
| 全域 | 徳島市立国府小学校 | 徳島市立国府中学校 |

## 交通

### 道路
一般国道
- 国道192号

都道府県道
- 徳島県道207号鬼籠野国府線

### 路線バス
徳島バス
- 早淵

## 施設
- たまき青空病院
- 徳島市立国府保育所